# Referendo sobre a independência da Moldávia em 1994
Um referendo sobre a independência e a integridade territorial realizado na Moldávia em 6 de março de 1994. Iniciado pelo presidente Mircea Snegur, foi referido como uma "consulta com o povo" (em romeno:  La sfat cu poporul), e foi aprovado por 97,9% dos eleitores.

## Pergunta
Você quer que a República da Moldávia se desenvolva como um Estado independente e unitário, nas fronteiras reconhecidas no dia em que a Moldávia declarou soberania, para promover uma política de neutralidade e manter relações econômicas mutuamente benéficas com todos os países do mundo, e para garantir aos seus cidadãos direitos iguais, de acordo com o direito internacional?

## Questões de legalidade
O referendo foi organizado por uma comissão republicana criada especialmente depois que a Comissão Central de Eleições se recusou a se envolver.  No entanto, sua organização violou a lei de referendos de 1992, que declarava que uma comissão de referendo deveria ser formada pelo Parlamento sessenta dias antes do referendo, e que nenhum referendo deveria ser realizado noventa dias antes ou depois de eleições (as eleições parlamentares haviam sido realizadas uma semana antes).

## Resultados
| Opção                                | Votos     | %    |
| ------------------------------------ | --------- | ---- |
| Favorável                            | 1.722.602 | 97.9 |
| Contrário                            | 36.546    | 2.1  |
| Votos nulos/brancos                  | 49.146    | ―    |
| Total                                | 1.808.294 | 100  |
| Eleitores registrados/comparecimento | 2.407.964 | 75.1 |
| Fonte: Nohlen & Stöver               |           |      |